# Arabinose
Gulose, ou sucre de pectine ou sucre de gomme existe sous deux formes énantiomères gauche et droite présentes à l'état naturel (la L-arabinose étant plus fréquente à l'état naturel). 

## Source
L'arabinose est un des constituants des pectines et de l'hémicellulose, sa source principale étant la gomme arabique. 
Le L-arabinose est aussi présent dans les vins et ses teneurs varient de 260 à 1 650 mg·l-1.

## Chimie
L'arabinose (C5H10O5) est un aldopentose. 
C'est une substance cristalline blanche, soluble dans l'eau et fondant à 159 °C. Sa masse molaire est de 150,13 g mol−1.
Dans l'eau, la forme tautomère prédominante est l'Alpha-D-arabinopyranose (61 %).

## Biochimie
L'ingestion de certains végétaux entraîne l'apparition de L-arabinose (non pathologique) dans les urines. Ceci génère des faux positifs lors d'un test de glycémie trop sensible.
| Isomère du D-Arabinose   | Isomère du D-Arabinose   | Isomère du D-Arabinose  |
| Forme linéaire           | Projection de Haworth    | Projection de Haworth   |
| ------------------------ | ------------------------ | ----------------------- |
|                          | α-D-Arabinofuranose 2 %  | β-D-Arabinofuranose 2 % |
| α-D-Arabinopyranose 61 % | β-D-Arabinopyranose 35 % |                         |

## Synthèse
La synthèse organique de l'arabinose s'effectue à partir du glucose par la dégradation de Wohl qui permet d'obtenir à partir d'un aldose, son homologue inférieur par perte du carbone C-1.